# Unterfrauenhaid
Unterfrauenhaid è un comune austriaco di 689 abitanti nel distretto di Oberpullendorf, in Burgenland; ha lo status di comune mercato (Marktgemeinde). Nel 1971 fu soppresso e unito a Lackendorf e Raiding per formare il nuovo comune di Raiding-Unterfrauenhaid, ma il 1º gennaio 1990 i tre comuni riacquistarono la loro autonomia.